# Modulatrix
Modulatrix is een geslacht van vogels uit de familie vlekkeellijsters (Arcanatoridae). Het geslacht telt één soort.

## Soorten
- Modulatrix stictigula – Vlekkeellijster